# Marc Connelly
Marc Connelly (ur. 13 grudnia 1890 w McKeesport, zm. 21 grudnia 1980 w Nowym Jorku) – amerykański dramaturg, reżyser i tekściarz. 
Pracował jako dziennikarz w Pittsburghu, potem przeniósł się do Nowego Jorku, gdzie został recenzentem teatralnym Morning Telegraph. Współpracował z George’em S. Kaufmanem. W 1930 otrzymał Nagrodę Pulitzera za sztukę The Green Pastures. Dramat ten był oparty na książce Roarka Bradforda Ol’ Man Adam an’ His Chillun (1928).